# Christina Cabot
Christina Cabot (* 16. Dezember 1969 in New York City, New York) ist eine US-amerikanische Schauspielerin.

## Leben und Karriere
Christina Cabot wurde in einer Künstlerfamilie in New York City geboren. Ihr Vater ist der verstorbene Jazztrompeter Joe Cabot, ihre Mutter die Sängerin Cindy Lord. Sie besuchte die Tisch School of the Arts der New York University. Während ihrer Studienzeit trat sie bereits in einigen Bühnenproduktionen auf und war schließlich 1998 das erste Mal vor der Kamera zu sehen.
Nach einigen Gastauftritten – etwa in Die lieben Kollegen oder King of Queens – war sie anschließend in kleinen Nebenrollen in den Filmen Fight Club, Simpatico und Der Mondmann zu sehen. 2005 folgte eine kleine Rolle in Hostage – Entführt. 2008 spielte sie die Rolle der Major Kathleen Sparr in der Marvel-Comic-Verfilmung Der unglaubliche Hulk. Noch im selben Jahr wirkte sie zudem in Das Gesetz der Ehre mit, was bislang ihren letzten Auftritt vor der Kamera markiert.
Neben ihrer Schauspieltätigkeit ist Cabot auch als Schauspiellehrerin aktiv. 
Mit ihrem Ehemann Charles Conyers hat Cabot zwei Kinder.

## Filmografie (Auswahl)
- 1998: Die lieben Kollegen (Working, Fernsehserie, Episode 2x02)
- 1999: King of Queens (The King of Queens, Fernsehserie, Episode 1x13)
- 1999: Fight Club
- 1999: Simpatico
- 1999: Der Mondmann (Man on the Moon)
- 2000: Dancing at the Blue Iguana
- 2001: Noch mal mit Gefühl (Once and Again, Fernsehserie, Episode 2x20)
- 2003: Six Feet Under – Gestorben wird immer (Six Feet Under, Fernsehserie, Episode 3x05)
- 2004: Strong Medicine: Zwei Ärztinnen wie Feuer und Eis (Strong Medicine, Fernsehserie, Episode 5x13)
- 2005: Hostage – Entführt (Hostage)
- 2005: Cold Case – Kein Opfer ist je vergessen (Cold Case, Fernsehserie, Episode 2x21)
- 2005: Down in the Valley
- 2007: Die Sopranos (The Sopranos, Fernsehserie, Episode 6x15)
- 2007: Tell Me You Love Me (Fernsehserie, Episode 1x10)
- 2008: Der unglaubliche Hulk (The Incredible Hulk)
- 2008: Das Gesetz der Ehre (Pride and Glory)